# Purwogondo (Kalinyamatan)
Purwogondo is een bestuurslaag in het regentschap Jepara van de provincie Midden-Java, Indonesië. Purwogondo telt 4570 inwoners (volkstelling 2010).